# Oest-Gruppe
Die Oest Holding GmbH ist die Dachgesellschaft der Oest-Gruppe mit Sitz in Freudenstadt.

## OEST LUBRICANTS GmbH & Co. KG
Das Werk wurde 1915 von Johann Georg Oest als „Georg Oest & Cie. Fabrik für technische Öle und Fette“ in Freudenstadt gegründet. Unternehmenssitz mit Verwaltung, Forschung & Entwicklung und Fertigungsbetrieb ist seitdem in Freudenstadt im Schwarzwald, Tochtergesellschaften befinden sich u. a. in der Schweiz und in Asien. Das Kerngeschäft der Georg Oest Mineralölwerk GmbH & Co. KG besteht in der Entwicklung, Produktion und dem Vertrieb von Schmierstoffen in den Bereichen Automotive, Industrie, Zerspanen und Umformung. Fette und Produkte gegen Korrosion sowie Reiniger ergänzen die Produktpalette. Oest bietet Oldtimer-Öle unter der Gründermarke Östol Oldtimer Oils von 1915 an. Ab dem Jahr 2024 wird als Oest Lubricants firmiert.
Daneben ist Oest einer der wenigen Hersteller von Sonderkraftstoff mit den Marken Oecomix 2T, Oecokraft 4T und OecoPower D in Europa. Das Mineralölwerk ist Mitglied im VSI und der UNITI. Der Vorsitzende der Geschäftsleitung, Alexander A. Klein ist Mitglied im Vorstand des Bundesverbands UNITI e.V. sowie Mitglied im BBUG.

## OEST ENERGIES GmbH & Co. KG
Oest war 1952 Mitbegründer der deutschen Avia. Die Avia-Gruppe ist eine 1927 in der Schweiz gegründete Unternehmensorganisation. In ihr haben sich mittelständische Mineralölunternehmen zur Marke Avia zusammengeschlossen.
Als Gründungsgesellschafter der deutschen Avia betreibt die Oest Energies GmbH & Co. KG ein Netz an Tankstellen in Südwestdeutschland.
Zudem betreibt Oest Energies als Mitgesellschafter mehrere Windparks in Deutschland und handelt mit Kraft- und Brennstoffen sowie Energieprodukten wie Erdgas und Strom für den gewerblichen sowie den privaten Kunden.

## OEST SYSTEMS GmbH & Co. KG
Aus der Anwendungstechnik für die in der Spanplattenindustrie eingesetzten Paraffindispersionen des Mineralölwerks entstand in den 1960er Jahren die Entwicklung eines Dosierautomaten zur Herstellung von verbrauchsfertigem Leimgemisch. Heute ist die Oest Systems GmbH & Co. KG ein Hersteller von Maschinen zum Dosieren, Mischen, Pumpen und Auftragen von Leimgemischen und PUR-Klebstoffen in der Holz-, Sandwich- und Bauindustrie. Oest bedient mit spezialisierten Komponenten weitere Märkte, z. B. zur Herstellung von Sandwichelementen in der Caravan-, Trailer und Dämmplattenindustrie. Mit einer Exportquote von über 80 % beliefert Oest unter anderem Kunden in Europa, Osteuropa, Russland, Japan und China. Oest Maschinenbau ist Mitglied im VDMA.

## Belege
1. 1 2 3  Konzernabschluss per 31.12.2020 auf bundesanzeiger.de
2. ↑  Unternehmensbroschüre Oest Mineralölwerk Freudenstadt (PDF; 7,2 MB)
3. ↑  Entwicklung der Tankstellen